# The Snowman (videogioco)
The Snowman è un videogioco a piattaforme basato sul libro illustrato britannico Il pupazzo di neve di Raymond Briggs, pubblicato nel 1984 per ZX Spectrum dalla Quicksilva e convertito successivamente per Commodore 64 e MSX. La versione MSX venne pubblicata anche dalla Sony, e anche con il titolo di copertina Snowman.

## Modalità di gioco
Lo scopo del gioco, solo vagamente basato sul racconto di Briggs, è realizzare un pupazzo di neve. Il personaggio controllato dal giocatore si muove su scenari a schermata fissa composti da un intrico di piattaforme orizzontali e passaggi verticali. Per cambiare direzione tra orizzontale e verticale deve trovarsi molto precisamente nel punto di incrocio, e ciò rende particolarmente difficile il controllo. In ogni livello si devono raccogliere 6 oggetti che compaiono uno alla volta in punti diversi e trasportarli fino a un punto fisso di scarico, dove vengono automaticamente lasciati cadere per andare a formare il pupazzo. Solo dopo che un oggetto è stato depositato o è andato perso compare il successivo.
Per completare un pupazzo si devono superare quattro livelli, tutti con la stessa conformazione dello scenario, ma con caratteristiche diverse:
1. Gli oggetti da raccogliere sono mucchi di neve che formeranno il corpo del pupazzo. Su tutto il livello si aggirano, muovendosi in modo casuale, delle fiammelle animate con gambe e occhi, innocue per il protagonista, ma in grado di sciogliere al contatto l'eventuale neve trasportata. Come power-up possono apparire dei ghiaccioli che consentono entro un breve tempo di congelare temporaneamente le fiammelle.
2. Si devono raccogliere varie decorazioni (occhi, naso, cappello...). Al posto delle fiammelle ci sono creature dette "mostri del sonno", letali al contatto per il protagonista. Al posto dei ghiaccioli ci sono delle sveglie, con lo stesso effetto.
3. Come il precedente, con ulteriori decorazioni.
4. Infine si raccolgono blocchi di ghiaccio per conservare il pupazzo; i nemici sono nuovamente le fiammelle.

Terminato un pupazzo si ricomincia con un nuovo ciclo di quattro livelli, con una struttura diversa delle piattaforme; esistono quattro differenti strutture in tutto.
Il giocatore può perdere una vita cadendo dalle piattaforme, toccando un mostro del sonno, oppure esaurendo la sua riserva di cibo, rappresentata da una barra che si riduce col tempo. Nello spirito "non violento" del gioco, quando si perde una vita viene mostrato il personaggio che cade addormentato in un letto. Il cibo può essere ricaricato raccogliendo pietanze natalizie che compaiono casualmente e temporaneamente. Altri oggetti natalizi compaiono come bonus di punteggio.